# Sot, Šid
Sot (izvirno srbsko Сот) je naselje v Srbiji, ki upravno spada pod Občino Šid; slednja pa je del Sremskega upravnega okraja.

## Demografija
V naselju živi 651 polnoletnih prebivalcev, pri čemer je njihova povprečna starost 42,2 let (38,9 pri moških in 45,6 pri ženskah). Naselje ima 290 gospodinjstev, pri čemer je povprečno število članov na gospodinjstvo 2,70.
Prebivalstvo je večinoma nehomogeno, a v času zadnjih treh popisov je opazno zmanjšanje števila prebivalcev.
|  |

| Demografija | Demografija     | Demografija     |
| Leto        | Št. prebivalcev | Št. prebivalcev |
| ----------- | --------------- | --------------- |
|             |                 |                 |
|             |                 |                 |
|             |                 |                 |
|             |                 |                 |
| 1948        | 1202            |                 |
| 1953        | 1279            |                 |
| 1961        | 1272            |                 |
| 1971        | 1077            |                 |
| 1981        | 900             |                 |
| 1991        | 819             | 801             |
| 2002        | 816             | 791             |
|             |                 |                 |

| Etnična sestava po popisu iz leta 2002 | Etnična sestava po popisu iz leta 2002 | Etnična sestava po popisu iz leta 2002 | Etnična sestava po popisu iz leta 2002 | Etnična sestava po popisu iz leta 2002 |
| -------------------------------------- | -------------------------------------- | -------------------------------------- | -------------------------------------- | -------------------------------------- |
| Srbi                                   | Srbi                                   |                                        | 340                                    | 42,98%                                 |
| Hrvati                                 | Hrvati                                 |                                        | 317                                    | 40,07%                                 |
| Madžari                                | Madžari                                |                                        | 33                                     | 4,17%                                  |
| Slovaki                                | Slovaki                                |                                        | 28                                     | 3,53%                                  |
| Jugoslovani                            | Jugoslovani                            |                                        | 15                                     | 1,89%                                  |
| Rusini                                 | Rusini                                 |                                        | 7                                      | 0,88%                                  |
| Nemci                                  | Nemci                                  |                                        | 1                                      | 0,12%                                  |
| Neznano                                | Neznano                                |                                        | 45                                     | 5,68%                                  |